# Varese Sportiva 1944-1945
Questa voce raccoglie le informazioni riguardanti la Varese Sportiva nelle competizioni ufficiali della stagione 1944-1945.

## Rosa
| N. |                      | Ruolo | Calciatore         |
| -- | -------------------- | ----- | ------------------ |
|    | Italia (bandiera)    | C     | Giuseppe Arezzi    |
|    | Italia (bandiera)    | A     | Ferruccio Azzarini |
|    | Italia (bandiera)    | A     | Savino Bellini     |
|    | Italia (bandiera)    | D     | Enrico Boniforti   |
|    | Italia (bandiera)    | C     | Ettore Borellini   |
|    | Italia (bandiera)    | C     | Giovanni Comotti   |
|    | Italia (bandiera)    | A     | Giuseppe Corti     |
|    | Italia (bandiera)    | A     | Aristide Coscia    |
|    | Italia (bandiera)    | P     | Luigi Diamante     |
|    | Argentina (bandiera) | A     | Carlos Garavelli   |
|    | Italia (bandiera)    | C     | Vittorio Ghirlanda |
|    | Italia (bandiera)    | D     | Mazzotti           |
|    | Italia (bandiera)    | A     | Giuseppe Meazza    |

| N. |                      | Ruolo | Calciatore             |
| -- | -------------------- | ----- | ---------------------- |
|    | Italia (bandiera)    | P     | Gino Merlo             |
|    | Italia (bandiera)    | D     | Luciano Nicolini       |
|    | Italia (bandiera)    | A     | Valeriano Ottino       |
|    | Italia (bandiera)    | A     | Mario Panagini         |
|    | Italia (bandiera)    | A     | Luigi Parocchetti      |
|    | Italia (bandiera)    | A     | Romano Penzo           |
|    | Argentina (bandiera) | C     | Víctor Pozzo           |
|    | Italia (bandiera)    | D     | Leandro Remondini      |
|    | Italia (bandiera)    | C     | Santini                |
|    | Italia (bandiera)    | D     | Andrea Signoretto      |
|    | Italia (bandiera)    | A     | Sallustio Stombelli    |
|    | Italia (bandiera)    | C     | Angelo Turconi         |
|    | Italia (bandiera)    | C     | Riccardo Alberto Villa |